# Agua Salá
Agua Salá (internationaler englischsprachiger Titel Salt Water, beides für „Salzwasser“) ist ein Filmdrama von Steven Morales Pineda. Der Film feierte Anfang April 2024 beim Miami Film Festival seine Premiere.

## Handlung
Nachdem sie sich mehr als zwei Jahrzehnte nicht gesehen haben, kommt es zu einer Begegnung zwischen dem 33-jährigen Jacobo und José Luis, einem 50-jährigen katholischen Priester, der sich mit Anschuldigungen gegen ihn auseinandersetzen muss.

## Produktion

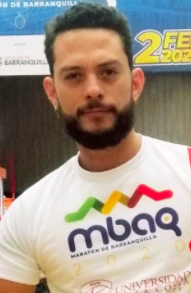
Braian V. Aburaad

Regie führte Steven Morales Pineda, der auch das Drehbuch schrieb. Es handelt sich um sein Regiedebüt bei einem Spielfilm. Zuvor drehte Pineda einen Kurzfilm mit dem Titel Espinas de Pescao.
Die Hauptrollen spielen Oscar Salazar, Lizeth Jimenez und Braian V. Aburaad. In Nebenrollen sind Isaac Rubio, Rafael Moreno, Clarissa Cuadros, Ferraro Yerena und Luis Mario Jiménez zu sehen.
Die Premiere des Films erfolgte am 8. April 2024 beim Miami Film Festival.

## Auszeichnungen
Miami Film Festival 2024
- Nominierung für den Jordan Ressler First Feature Award (Steven Morales Pineda)[4]